# Llanura de Chengdu
La Llanura de Chengdu (en chino: 成都平原; Pinyin: Chéngdū Píngyuán) también conocido como Cuanxi Bazi (en chino: 川西 坝子; Pinyin de Sichuan: Cuan1xi1 Ba4zi) en Sichuan, es el nombre que recibe una llanura aluvial localizada en la parte occidental de la cuenca de Sichuan, en Sichuan, en el país asiático de China. La localidad de Chengdu está situada sobre ella.